# Chrysotoxum fasciatum
Chrysotoxum fasciatum is een vliegensoort uit de familie van de zweefvliegen (Syrphidae). De wetenschappelijke naam van de soort werd in 1764 gepubliceerd door Otto Frederik Müller. De typelocatie die Müller met de titel van zijn werk impliciet opgaf was Frederiksdal, een landhuis ten noorden van Kopenhagen (Denemarken).